# Ayumu Seko
Ayumu Seko (瀬古 歩夢, Seko Ayumu), né le 7 juin 2000 à Osaka (Japon), est un footballeur international japonais qui évolue au poste de défenseur central au Havre AC.

## Biographie

### En club

#### Cerezo Osaka
Né à Osaka, dans la région du Kansai, au Japon, Ayumu Seko est formé par l'un des clubs de sa ville natale, le Cerezo Osaka.
Le 18 octobre 2018, il signe son premier contrat professionnel. Seko joue son premier match avec l'équipe première le 24 mai 2017, lors d'une rencontre de Coupe de la Ligue japonaise contre le Vissel Kobe. Il entre en jeu à la place de Kunimitsu Sekiguchi, lors de cette rencontre remportée par son équipe sur le score de un but à zéro. Il fait sa première apparition en J. League, la première division japonaise, le 4 mai 2019 face au Matsumoto Yamaga FC. Il est titularisé en défense centrale et son équipe l'emporte sur le score de deux buts à zéro.
Ayumu Seko est nommé meilleur jeune joueur de la saison 2020 de J. League.

#### Grasshopper Zurich
Le 18 janvier 2022, Ayumu Seko rejoint la Super League en s'engageant en faveur du Grasshopper Club Zurich. Il paraphe un contrat de trois ans et demi, soit jusqu'en juin 2025,.
Le 27 février 2022, il dispute son premier match sous ses nouvelles couleurs lors d'une rencontre de championnat face au FC Saint-Gall. Il entre en jeu à la place de Noah Loosli (en) et son équipe est battue (2-0, score final).
Le 1er février 2023, il se fait remarquer en marquant ses deux premiers buts pour le club, lors d'une rencontre de Coupe de Suisse face au FC Bâle. Titulaire, il ne peut empêcher la défaite de son équipe malgré ses deux buts (3-5, score final).

#### Le Havre AC
Le 22 juillet 2025, après trois saisons au Grasshopper Club Zurich, Ayumu Seko s'engage au Havre AC en paraphant un contrat de deux ans, soit jusqu'en juin 2027,. Il devient le premier Japonais de l'histoire du club,,.

### En sélection nationale
Avec les moins de 19 ans, Ayumu Seko participe au championnat d'Asie des moins de 19 ans en 2018. Lors de cette compétition organisée en Indonésie, il joue quatre matchs. Le Japon s'incline en demi-finale face à l'Arabie saoudite.
Il est ensuite sélectionné avec l'équipe du Japon des moins de 20 ans pour participer à la Coupe du monde des moins de 20 ans en 2019. Lors du mondial junior organisé en Pologne, il joue trois matchs, tous en tant que titulaire. Le Japon s'incline en huitièmes de finale face à la Corée du Sud.
Le 24 mars 2023, il honore sa première sélection avec l'équipe nationale du Japon lors d'un match amical face à l'Uruguay. Il est titularisé et les deux équipes se neutralisent (1-1, score final).

## Statistiques

### En club
| Saison                | Club                  | Championnat           | Championnat | Championnat | Coupe nationale | Coupe nationale | Coupe de la Ligue | Coupe de la Ligue | Compétition(s) continentale(s) | Compétition(s) continentale(s) | Compétition(s) continentale(s) | Total | Total |
| Saison                | Club                  | Division              | M.          | B.          | M.              | B.              | M.                | B.                | Comp.                          | M.                             | B.                             | M.    | B.    |
| 2016                  | Cerezo Osaka U23      | J3 League             | 1           | 0           | -               | -               | -                 | -                 | -                              | -                              | -                              | 1     | 0     |
| 2017                  | Cerezo Osaka U23      | J3 League             | 11          | 0           | -               | -               | -                 | -                 | -                              | -                              | -                              | 11    | 0     |
| 2018                  | Cerezo Osaka U23      | J3 League             | 16          | 1           | -               | -               | -                 | -                 | -                              | -                              | -                              | 16    | 1     |
| 2019                  | Cerezo Osaka U23      | J3 League             | 7           | 0           | -               | -               | -                 | -                 | -                              | -                              | -                              | 7     | 0     |
| Sous-total            | Sous-total            | Sous-total            | 35          | 1           | -               | -               | -                 | -                 | -                              | -                              | -                              | 35    | 1     |
| 2017                  | Cerezo Osaka          | J1 League             | 0           | 0           | -               | -               | 3                 | 0                 | -                              | -                              | -                              | 3     | 0     |
| 2019                  | Cerezo Osaka          | J1 League             | 13          | 1           | 3               | 0               | 6                 | 0                 | -                              | -                              | -                              | 22    | 1     |
| 2020                  | Cerezo Osaka          | J1 League             | 27          | 1           | -               | -               | 4                 | 0                 | -                              | -                              | -                              | 31    | 1     |
| 2021                  | Cerezo Osaka          | J1 League             | 27          | 0           | 3               | 0               | 3                 | 0                 | ACL                            | 5                              | 0                              | 38    | 0     |
| Sous-total            | Sous-total            | Sous-total            | 67          | 1           | 6               | 0               | 16                | 0                 | -                              | 5                              | 0                              | 94    | 1     |
| 2021-2022             | Grasshopper Zurich    | Super League          | 13          | 0           | -               | -               | -                 | -                 | -                              | -                              | -                              | 13    | 0     |
| 2022-2023             | Grasshopper Zurich    | Super League          | 31          | 0           | 3               | 2               | -                 | -                 | -                              | -                              | -                              | 34    | 2     |
| 2023-2024             | Grasshopper Zurich    | Super League          | 38          | 1           | 1               | 0               | -                 | -                 | -                              | -                              | -                              | 39    | 1     |
| 2024-2025             | Grasshopper Zurich    | Super League          | 39          | 1           | 1               | 0               | -                 | -                 | -                              | -                              | -                              | 40    | 1     |
| Sous-total            | Sous-total            | Sous-total            | 121         | 2           | 5               | 2               | -                 | -                 | -                              | -                              | -                              | 126   | 4     |
| 2025-2026             | Le Havre AC           | Ligue 1               | -           | -           | -               | -               | -                 | -                 | -                              | -                              | -                              | 0     | 0     |
| Total sur la carrière | Total sur la carrière | Total sur la carrière | 223         | 4           | 11              | 2               | 16                | 0                 | -                              | 5                              | 0                              | 255   | 6     |

### En sélection nationale
| Années                | Sélection             | Phases finales        | Phases finales | Phases finales | Phases finales | Éliminatoires | Éliminatoires | Éliminatoires | Éliminatoires | Amicaux | Amicaux | Amicaux | Total | Total | Total |
| Années                | Sélection             | Comp.                 | M.             | B.             | P.d.           | Comp.         | M.            | B.            | P.d.          | M.      | B.      | P.d.    | M.    | B.    | P.d.  |
| --------------------- | --------------------- | --------------------- | -------------- | -------------- | -------------- | ------------- | ------------- | ------------- | ------------- | ------- | ------- | ------- | ----- | ----- | ----- |
| 2023                  | Japon                 | -                     | -              | -              | -              | -             | -             | -             | -             | 3       | 0       | 0       | 3     | 0     | 0     |
| 2024                  | Japon                 | -                     | -              | -              | -              | CdM 2026      | 1             | 0             | 0             | -       | -       | -       | 1     | 0     | 0     |
| 2025                  | Japon                 | -                     | -              | -              | -              | CdM 2026      | 3             | 0             | 0             | -       | -       | -       | 3     | 0     | 0     |
| Total sur la carrière | Total sur la carrière | Total sur la carrière | 0              | 0              | 0              | -             | 4             | 0             | 0             | 3       | 0       | 0       | 7     | 0     | 0     |